# 台湾肺形草
台湾肺形草（学名：Tripterospermum taiwanense）为龙胆科双蝴属下的一个种。